# ルジャンドルの微分方程式
ルジャンドルの微分方程式（るじゃんどるのびぶんほうていしき）とは、アドリアン＝マリ・ルジャンドルにその名をちなむ、以下の形の常微分方程式の事である。
{\displaystyle {\frac {d}{dx}}\left[\left(1-x^{2}\right)y'\right]+\nu (\nu +1)y=0}
これはガウスの微分方程式において、α = ν + 1, β = -ν, γ = 1 と選び、x → (1-x)/2 と置き換えた場合と同じである。
この解は偶関数と奇関数になる事が知られていて、それぞれ以下のようになる。
- {\displaystyle y_{e}(x)=\sum _{n=0}^{\infty }{\frac {2^{2n}}{(2n)!}}\left(-{\frac {\nu }{2}}\right)_{n}\left({\frac {\nu +1}{2}}\right)_{n}x^{2n}}
- {\displaystyle y_{o}(x)=\sum _{n=0}^{\infty }{\frac {2^{2n}}{(2n+1)!}}\left({\frac {1-\nu }{2}}\right)_{n}\left(1+{\frac {\nu }{2}}\right)_{n}x^{2n+1}}

また特別なケースとして ν = 0, 1, 2, ... の場合に解は ν 次多項式となる。この多項式のことをルジャンドルの多項式と呼ぶ。